# Dirk I van Voorne
Dirk I van Voorne (ca. 1135, 1189) had de adellijke titel Heer van Voorne (van 1156 tot 1189). Zijn vader was Hugo III van Voorne, en hoorde tot het adellijke geslacht Van Voorne
Hij is getrouwd met een dochter van Unarch van Nadelwick, Heer van Naaldwijk en verwierf zo Naaldwijk. In latere jaren zou die heerlijkheid door een jongere tak van de familie Voorne worden bestuurd.
Hij voerde als wapen een gouden aanziende leeuw op rood. Hij liet de Burcht van Voorne bouwen (samen met zijn broer Floris van Voorne). 
Kind(eren):
- Hugo (ovl. na 1215)
- Dirk II van Zeeland Van Voorne 1170-1228
- Bartholomeus van Voorne Van Naaldwijk  1170-????
- een dochter (naam onbekend)